# Wegscheiderita
La wegscheiderita és un mineral de la classe dels carbonats. Rep el seu nom del químic austríac Rudolf Wegscheider (1859-1935), el primer que va produir el compost sintèticament.

## Característiques
La wegscheiderita és un carbonat de fórmula química Na₅H₃(CO₃)₄. Cristal·litza en el sistema triclínic. Es troba en forma de cristalls aciculars a subèdrics, de fins a 5 cm, i comunament fibrosa, en agregats. La seva duresa a l'escala de Mohs es troba entre 2,5 i 3. Es tracta d'un mineral químicament relacionat amb la nahcolita, i similar a la trona i al mineral sense anomenar 'UM1974-04-CO:HNa'.
Segons la classificació de Nickel-Strunz, la wegscheiderita pertany a «05.AA - Carbonats alcalins, sense anions addicionals, sense H₂O» juntament amb els següents minerals: zabuyelita, natrita, gregoryita, nahcolita, kalicinita i teschemacherita.

## Formació i jaciments
Va ser descoberta l'any 1961 al pou Perkins No. 1, a la formació de Green River, al comtat de Sweetwater, Wyoming (Estats Units), en dipòsits lacustres, on reemplaça la trona. També ha estat descrita a altres indrets dels Estats Units, a Rússia i a la Xina. Es troba associada a altres minerals com la trona o l'halita.